# Pinglu (Yuncheng)
Pinglu (平陆县; Pinyin: Pínglù Xiàn) ist ein chinesischer Kreis der bezirksfreien Stadt Yuncheng in der Provinz Shanxi. Die Fläche beträgt 1.176 Quadratkilometer und die Einwohnerzahl 205.080 (Stand: Zensus 2020). 1999 zählte Pinglu 239.855 Einwohner.
Der bis auf die Zeit der Han-Dynastie zurückgehende an die Felswand gebaute Holzsteg am Gelben Fluss (Huang He zhandao yizhi 黄河栈道遗址) steht auf der Liste der Denkmäler der Volksrepublik China.